# کاتای لایف
کاتای لایف (انگلیسی: Cathay Life Insurance) شرکت بیمه تایوانی است، که در سال ۱۹۶۲ تأسیس شد.